# Villaricca
Villaricca es un municipio italiano localizado en la ciudad metropolitana de Nápoles, región de Campania. Cuenta con 31.275 habitantes en 6,88 km².

## Evolución demográfica
| Gráfica de evolución demográfica de Villaricca entre 1861 y 2011 |
|                                                                  |
| Fuente ISTAT - elaboración gráfica de Wikipedia                  |